# Mayo Hourna
Mayo Hourna är ett arrondissement i Kamerun.   Det ligger i regionen Norra regionen, i den norra delen av landet, 600 km norr om huvudstaden Yaoundé.